# Elacatis camerunus
Elacatis camerunus es una especie de coleóptero de la familia Salpingidae.

## Distribución geográfica
Habita en Camerún.